# LevelDB
LevelDB e система с отворен код, съхраняваща данни, която се базира на нерелационните бази данни (NoSQL). Създава се от Джефри Дийн и Санджей Гемаут, колеги от Google и създали част от неговата платформа. Вдъхновена от BigTable, LevelDB е публикувана в Google Code с лиценза на BSD, като след това се включва в множество Unix-базирани системи, Mac OS X, Windows и Android.